# 1974年貿易法第301條
1974年貿易法第301條（英語：Section 301 of the Trade Act of 1974，美國聯邦公法第93–618號，即目前美國法典第19编 § 第2411節）是《1974年贸易法》（最後修訂日期是2018年3月23日）案文中的第301条，简称301条款。

美國貿易代表署

## 歷史沿革

### 301條款
美國政府為平衡進出口貿易的順逆差，透過美國國會立法授權美國總統實施保護措施，以避免國內產業遭受國外競爭壓力影響，其方法包括對進口產品設定高關稅、限定或減少進口配額等經濟政策。相關法案最早見於1962年的《貿易擴張法（Trade Expansion Act of 1962）》（232條款），繼而於1974年推出《貿易法（Trade Act of 1974）》（301條款）。隨著美國進出口貿易赤字的加劇以及其國內保護主義的抬頭，美國國會於1988年修法提出《综合贸易与竞争法（Omnibus Foreign Trade and Competitiveness Act of 1988）》，在原先的301條款基礎上，發展出聚焦於智慧財產權相關的「特別301條款（Special 301）」，以及針對國家而不是針對特定產品、囊括所有“不公平”貿易障礙的「超級301條款（Super 301）」。受調查的貿易對手國可與美國政府進行談判，或減少出口、或限定價格，若最後未能達成共識，美國政府往往會提高關稅以作為報復性懲罰。

### 超級301條款
1991
原先的超級301條款在1991年到期。
1994－1995
1994年3月3日，美國總統比爾·柯林頓（任期1993年1月20日－2001年1月20日）發出行政命令（EO 12901）重新啟動超級301條款，預期實施兩年。
1996－1997
1995年9月27日，超級301條款再次以行政命令（EO 12973）啟動，修改實施期限到1996年以及1997年。
1999
1999年3月31日，超級301條款再一次以行政命令（EO 13116）重新訂定為期三年的行動措施。其要求美國貿易代表署在同年4月30日針對重點國家的貿易行為提出超級301報告，且若在90天內未能與對手國家達成協議，將著手進行301條款的報復性懲罰行動。其中包括：
- 歐盟：航空電子系統、產品地理標誌。
- 韓國：新建機場政府採購案、牛肉。
- 加拿大：專利保護。
- 阿根廷：專利保護。
- 印度：汽車。

2001
美國貿易代表署在2001年4月的超級301報告中，未指稱有違反超級301條款的任何貿易衝突，但發表聲明要求與部分國家就貿易議題進行協商。（WTO爭端解決機制第一階段）
- 歐盟：玉米漿飼料進口的附加費用。
- 墨西哥：活體豬進口的衝擊評估。
- 比利時：稻米進口的限制措施。

## 主要內容
301條款授權美國總統採取所有適當行動（包括报复措施或制裁行动），以使外國政府撤銷任何不公正、不合理、差別待遇、或是違反國際貿易協定，而對美國商業發展造成負擔與限制的當地法令、政策或慣例。贸易行为的调查可由美國貿易代表處（USTR）自行发起，也可由企业或產业组织提出申请。如果是由美國貿易代表處启动301条款调查，則它必须着手与外国政府进行协商談判，以寻求解决方案進行补贴及消除贸易壁垒。而对于涉及貿易協定的案件，美國貿易代表處則必须按照貿易協定的規範與要求，提出正式的诉讼程序。
本条款并不要求美国政府必須等待世界贸易组织的授权才能采取行动措施，当美國总统认为有必要维护国内知识产权时，其有权根据该条款颁布特别301报告進行單方面行動，而不採用多邊解決爭端的方式。不过近年来，美国政府亦承诺將遵循世界贸易组织之争端解决机制，以寻求相关的争端解决方案，该机制則有自己的规则和时间表。

## 爭議質疑
由於美國貿易政策的傾斜，使其它國家認為美國政府將其國內市場作為貿易保護的談判籌碼，同時也是開拓海外市場的利器。在1990年，世界貿易組織的一些成員（巴西、加拿大、古巴、聖露西亞、多明尼加、牙買加、香港、印度、日本、韓國、泰國）認為美國“1974年貿易法”中的第301～310條款違反WTO協定，但提出的質疑最後在爭端解決委員會決議中遭到駁回。世界貿易組織在爭端解決委員會報告中提到，在獲得世界貿易組織所批准商定的爭端解決規則與程序前，進而對其他成員國採取任何行動，則其行動本身是違反WTO協定。

## 後續影響
如果美國貿易代表處因某國違反貿易協定而將其列入特別301報告中，美國政府可在世界貿易組織架構下啟動爭端解決程序，或者透過任何其他制定有爭端解決條款的貿易協定，例如：自由貿易協定（FTA）像是：北美自由貿易協定（NAFTA）。美國政府也能單邊進行徵收貿易制裁的關稅，例如：普及特惠稅制度（GSP）。2001年12月20日，美國貿易代表處曾因烏克蘭（當時還不是WTO會員）未能立法保障音樂CD和出口貨品的相關版權，而將其歸納為徵收貿易制裁關稅的對象，在301條款規範下對其金屬材料、鞋類和其他進口貨品實施禁止性關稅。2018年3月美國總統川普依據301條款，對中國實施單邊增收關稅的貿易制裁，開啟了2018年中美貿易戰。